# Ijmà
L'ijmà —àrab: إجماع, ijmāʿ, ‘unanimitat’, ‘consens'— és un dels mètodes utilitzats pel dret islàmic per a establir jurisprudència. Consisteix a cercar el consens de la comunitat pel que fa a casos que no són prou clars en les fonts documentals (l'Alcorà i els hadits), considerades com les principals. En la pràctica, aquest consens és obtingut pels experts en jurisprudència i altres autoritats religioses, i la nova llei que apareix mai no pot contradir els texts de les fonts documentals. Pels sunnites és la tercera font del dret, seguida pel qiyàs, o el recurs a l'analogia.
Aquesta regla s'admet per l'existència d'un hadit que narra que el profeta Muhàmmad va dir: «La meva comunitat no es reunirà mai al voltant d'un error».
Les diverses escoles jurídiques (màdhhabs) encoratgen més o menys la utilització de l'ijmà i es diferencien, sobretot, pel que fa a decidir qui té les capacitats per obtenir aquest consens.